# 第81步兵師 (德國國防軍)
德國國防軍陸軍第81步兵師（德語：81. Infanterie-Division）是納粹德國國防軍陸軍的一個步兵師。該師於1939年12月組建。
第二次世界大戰期間，該師一直在德國國內待命，沒有參與入侵波蘭和入侵法國行動。1941年後該師一直在東線作戰。
該師最後於1945年5月在庫爾蘭口袋被圍投降解散。

## 註腳
1. ↑  Mitcham（2007年）